# Виноробство в Південно-Африканській Республіці

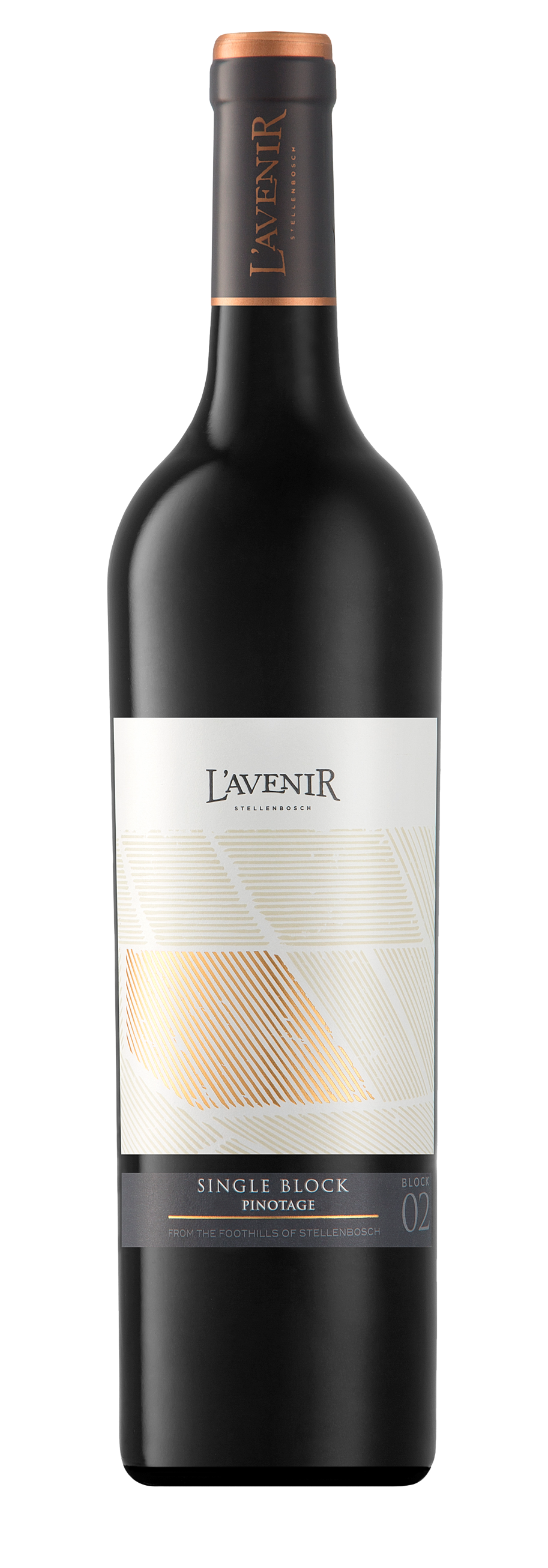
Пляшка виноробного комплексу L'Avenir Wine Estate

Виноробство у Південно-Африканській Республіці починається з 1659 року. Перша пляшка вироблена в Кейптауні його засновником Яном ван Рібеком. Вихід на міжнародні ринки призвів до інвестицій на винний ринок Південної Африки. Виробництво зосереджено навколо Кейптауна, з головними виноградниками та виробничими центрами в Констанції, Паарлі, Стелленбоші та Вустері. У системі походження вина (WO), яка була впроваджена в 1973 році з ієрархією визначених виробничих регіонів та районів, є близько 60 апелласьонів.

## Історія

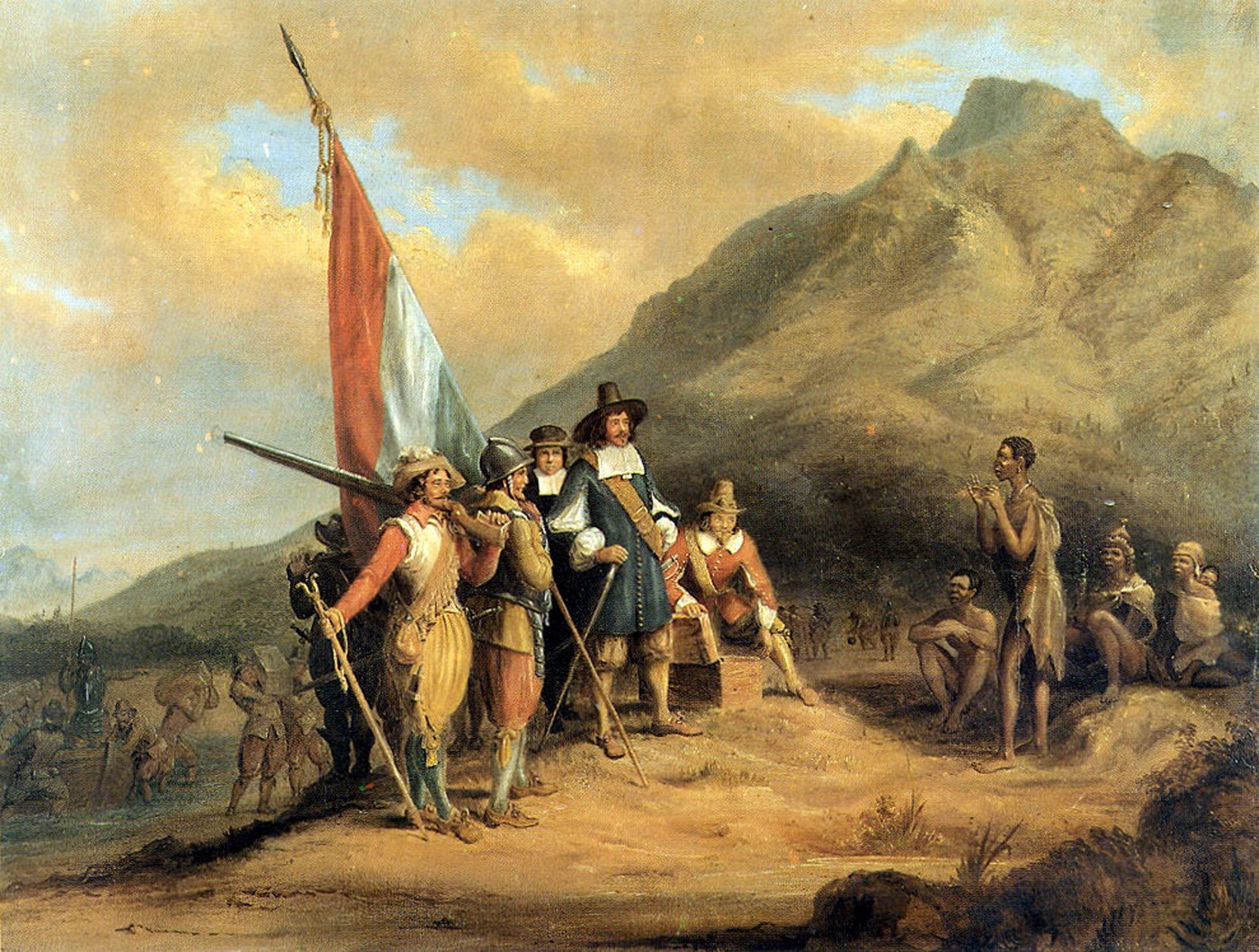
Прибуття Яна ван Рібека на мисі, Чарльз Белл

Коріння південноафриканської виноробної промисловості можна прослідкувати у розвідках голландської Ост-Індської компанії, яка створила станцію постачання в сучасному Кейптауні. Голландському хірургові Яну ван Рібеку було доручено керувати станцією та садити виноградники для виробництва вин та винограду. Це мало на меті запобігти цинзі серед моряків під час їх подорожі по шляху прянощів до Індії та Сходу. Перший урожай був зібраний 2 лютого 1659 р. (як зазначається в журналі Ван Рібека) через сім років після висадки в 1652 р. Чоловік, який змінив Вана Рібека на посаді губернатора мису Доброї Надії, Саймон ван дер Стель прагнув поліпшити якість виноградарства в регіоні. У 1685 році він придбав великий маєток на 750 га неподалік від Кейптауна, заснувавши винний маєток Констанція. Після смерті Ван дер Стеля маєток занепав, але був відроджений у 1778 році, коли його придбав Хендрік Клоте.
Багато виробників відмовились від виноробства і замість цього обрали садівництво та вирощування люцерни, щоб прогодувати зростаючу страусину пір'яну галузь. Виробники вина, що лишилися, обрали високопродуктивні сорти винограду, такі як Сенсо. На початку 1900-х років було пересаджено понад 80 мільйонів лоз, що утворило «винне озеро» (термін на позначення перевиробництва вина). Деякі виробники виливали непродане вино в місцеві річки та струмки. Дисбаланс між попитом і пропозицією, що спричинив зниження цін, спонукав уряд Південно-Африканської Республіки фінансувати формування в 1918 р. Koöperatieve Wijnbouwers Vereniging van Zuid-Afrika Bpkt (KWV). Заснований як кооператив, KWV незабаром набрав потужності та популярності, врешті-решт встановивши політику та ціни для всієї південноафриканської виноробної галузі. Для подолання винного перенасичення KWV обмежив урожайність та встановив мінімальні ціни, що стимулюють виробництво коньяку та міцних вин.
Більшу частину 20 століття виноробна промисловість Південної Африки не отримувала достатньої уваги з боку міжнародної спільноти. Її ізоляція посилилася через бойкот південноафриканської продукції на знак протесту проти системи апартеїду в країні. Лише в 1990-х роках, коли апартеїд було припинено, а світовий експортний ринок відкрився, почався ренесанс південноафриканських вин. Багато виробників у Південній Африці швидко впроваджували нові технології виноградарства та виноробства. Популярними стали сорти Шираз, Каберне Совіньйон та Шардоне. Реорганізація потужного кооперативу KWV у приватний бізнес спричинила подальші інновації та поліпшення якості. Власники виноградників та виноробні, які раніше покладались на структуру встановлення цін, яка купувала їх надлишок винограду для перегонки, були змушені стати більш конкурентоспроможними, перенісши свою увагу на виробництво якісного вина. У 1990 році менше 30 % всього зібраного винограду було використано для виробництва вина, призначеного для споживчого ринку, а решта 70 % переганяли у коньяк, продавали як столовий виноград та сік або викидали. До 2003 року цифри змінились, оскільки понад 70 % винограду, зібраного того року, потрапило на споживчий ринок як вино.
У даний час понад 2873 фермери обробляють близько 92 067 гектарів землі під виноградною лозою. Близько 300 000 людей працюють як безпосередньо, так і опосередковано у виноробній галузі. Річний урожай у 2018 році склав 1 243 598 тонн (960,2 мільйона літрів). Річний урожай у 2019 році склав 1 247 522 тонни (973,6 мільйона літрів).

## Клімат і географія

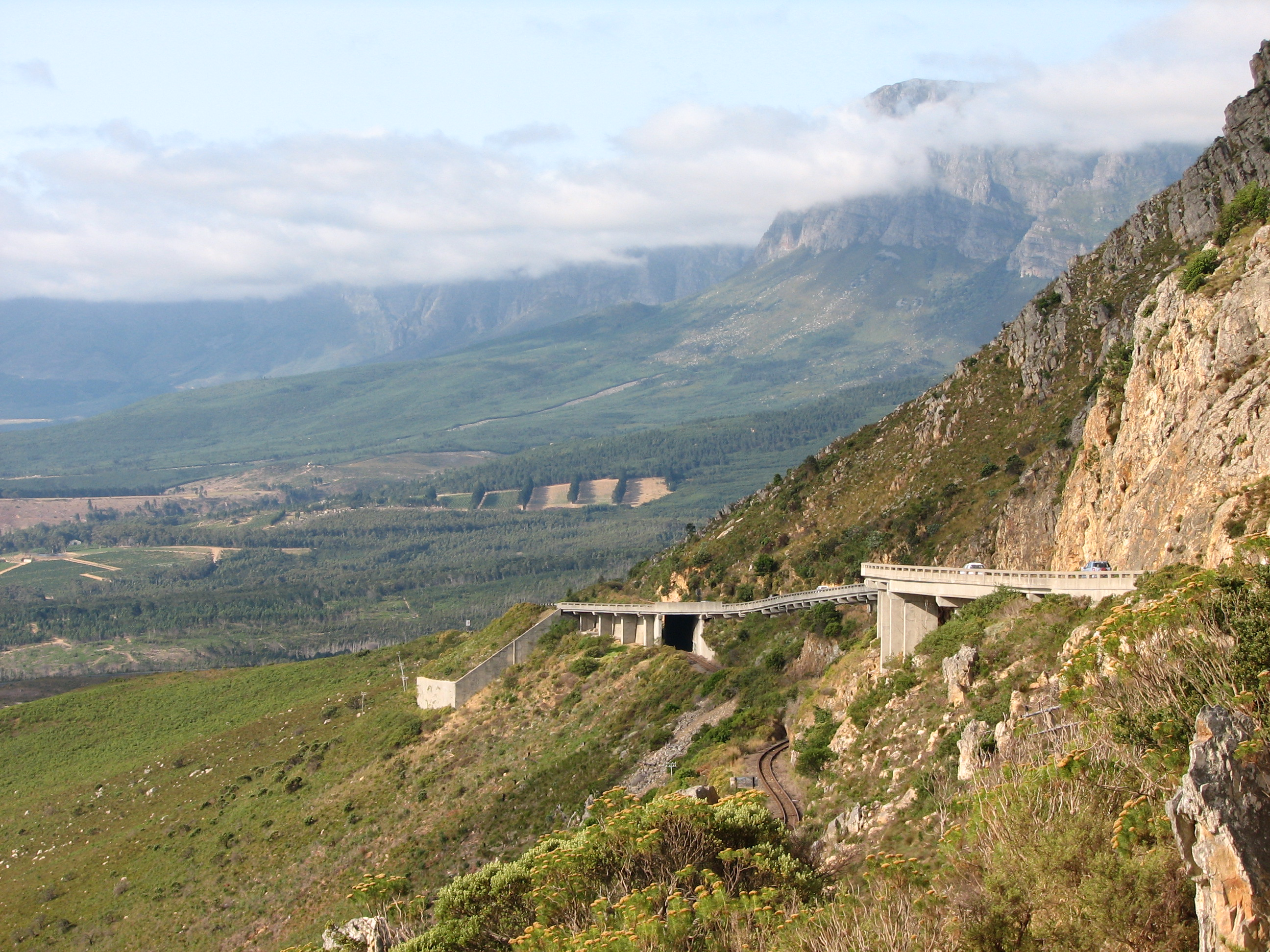
Внутрішні гірські мережі, такі як Готтентос-Голландія, сильно впливають на різні макрокліматичні умови винних регіонів Південної Африки.

Південна Африка знаходиться на краю Африканського континенту, більшість виноробних регіонів розташовано поблизу прибережного впливу атлантичного та Індійського океанів. Ці регіони мають в основному середземноморський клімат, який характеризується впливом інтенсивного сонячного випромінювання і сухого тепла. Зими холодні і вологі. Весняні заморозки бувають зрідка, в більшості виноробних регіонів теплий вегетаційний період припадає з листопада по квітень.
Протягом місяців збору врожаю у лютогму та березні середньодобові температури у багатьох винних регіонах Південної Африки становлять 23 °C (73 °F) з можливими скачками до 40 °C (104 °F) у теплих внутрішніх річкових долинах навколо річок Брід, Оліфантс та Оранж. За шкалою Вінклера більшість південноафриканських виноробних регіонів будуть класифіковані як регіони III, аналогічно каліфорнійському виноробному регіону Оквілл у долині Напа. Тепліші регіони, такі як Кляйн Кару та Дуглас, потрапляють до регіону IV (подібний до Тоскани) та регіону V (подібний до Перту в Західній Австралії) відповідно. Нові насадження зосереджені на місцях з більш прохолодним кліматом у регіонах Ельгін та Уокер-Бей, які характеризуються як Регіон II із температурами, ближчими до Бургундії та П'ємонту.
Винні регіони Південної Африки розкинулися на Західному та Північному Капському регіоні, охоплюючи 500 км з заходу на схід та 680 км з півночі на південь. На цьому просторі знаходиться широкий діапазон макроклімату та типів ґрунтових виноградників, на які впливає унікальна географія району, що включає кілька внутрішніх гірських ланцюгів та долин. Тільки в межах регіону Стелленбош налічується понад 50 унікальних типів ґрунтів. Загалом ґрунти Південної Африки, як правило, утримують вологу з гарним дренажем, маючи значну частку глини (часто не менше 25 %) з низьким рівнем рН (близько 4). Рівень рН ґрунтів часто регулюють обробкою вапном та кальцієм. Інші типи ґрунтів в Південній Африці включають граніт і пісковик у Констанції, сланці в Ельгіні та глинисті сланці в затоці Уокер. Біля долин річок ґрунти особливо багаті вапном з високою часткою піску та сланців.

## Походження вина

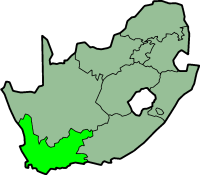
Хоча більшість виноробних регіонів Південної Африки лежать у Західній Капській провінції, недавно до них долучили Східні Капські провінції та Квазулу-Наталь як винні регіони.

Розроблена в 1973 році, програма «Походження вина» (WO) законодавчо закріпила, як визначаються винні регіони Південної Африки та що може відображатися на винних етикетках. Вина WO повинні містити лише виноград з певної території походження. Вина «з одного виноградника» повинні надходити з площі менше 5 га. «Садибне вино» може надходити із сусідніх ферм, якщо їх вирощують разом і вино виробляється на місці. Округ — це район із характерним типом ґрунту або кліматом і приблизно еквівалентний європейському апелласьону. Хоча деякі аспекти WO взяті з французької системи Appellation d'Origine Contrôlée (AOC), WO концентрується в першу чергу точністю маркування та не встановлює жодних додаткових норм щодо виноробних регіонів, таких як дозволені сорти, формування лози, зрошення та урожайності сільськогосподарських культур. Винні регіони за системою WO підпадають під одну з чотирьох категорій — найбільшими є географічні одиниці (наприклад, регіон Західної Капської провінції), які включають менші, але все ще в значній мірі визначені регіони (наприклад, Оверберг), за якими йдуть райони (як Уолкер Бей), а потім нарешті округи (наприклад, Елджин). Східно-Капська провінція є найновішим винним регіоном Південної Африки. Хоча географічні одиниці, регіони та райони значною мірою визначаються політичними кордонами — округи є рівнем позначення походження, який найбільше визначається унікальними характеристиками теруарів.

## Виноробство та вина

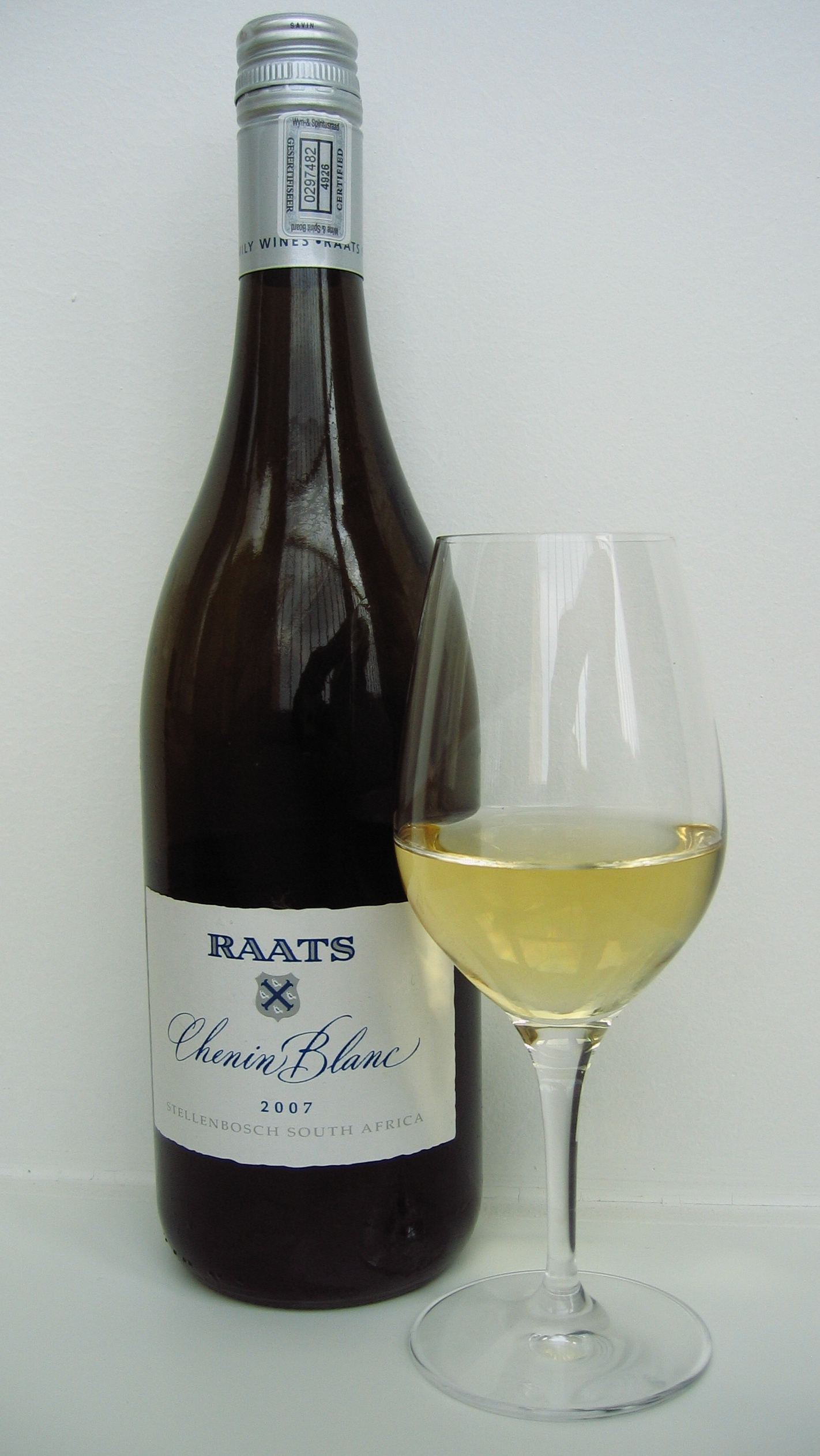
Дубове біле вино зі Стелленбоша, виготовлене з Ченін Бланку.

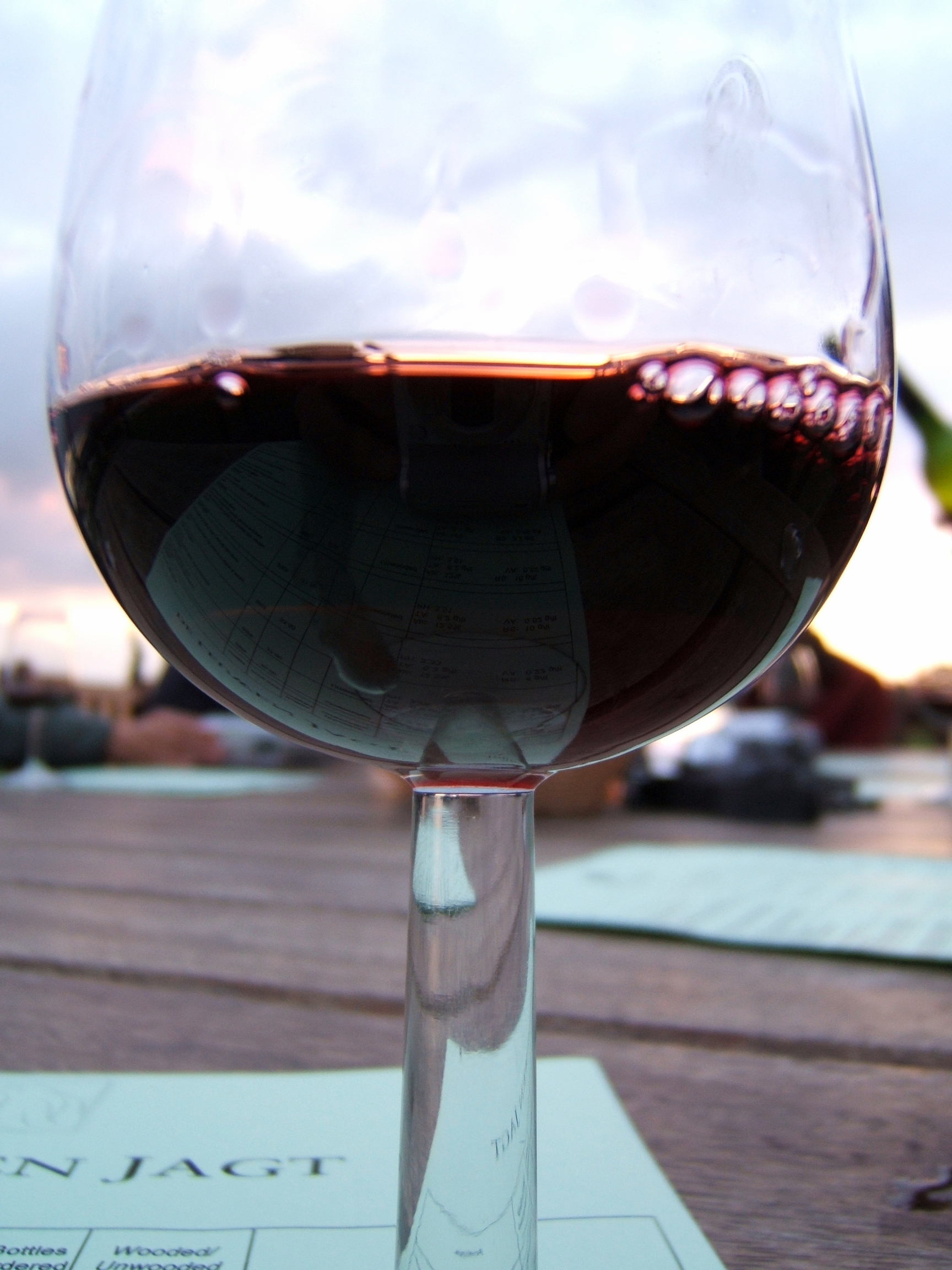
З кінця 20 століття все більше південноафриканських виноробів були зосереджені на підвищенні якості червоних вин.

Виноробні традиції Південної Африки часто представляють собою гібрид виноробства Старого Світу та Нового. З кінця апартеїду багато виробників працюють над виробництвом більш «міжнародних» вин, які можуть досягти успіху на світовому ринку. Винороби з Франції, Іспанії та Каліфорнії привезли в Південну Африку нові техніки та стилі. У 1980-х роках стало популярним використання дубових бочок для бродіння та витримки. Використання шапталізації є незаконним у Південній Африці, оскільки теплий клімат країни забезпечує достатній рівень цукру та алкоголю для виробництва вина. Винороби частіше мають проблеми з низьким рівнем кислотності, що вимагає доповнення додатковими кислотами, такими як винна кислота.
Сьогодні основна увага південноафриканської виноробної галузі зосереджена на підвищенні якості виробництва вина, особливо з експортними та модними червоними сортами винограду. Традиційно південноафриканські червоні вина мали репутацію грубих за фактурою сільських смаків. Вживане для опису цих вин африкаанське слово dikvoet означало буквально «товста нога». На виноградниках виноградарі зосереджувались на контролі врожайності для кращої стиглості, тоді як винороби використовували сучасні технології для створення більш м'яких насичених вин.

## Виноградні сорти
| 18,2 % |

| 11,3 % |

| 12,0 % |

| 10,5 % |

| 9,4 % |

| 8,0 % |

| 7,5 % |

| 6,0 % |

З 1990-х років насадження червоних сортів винограду стабільно зростали. Наприкінці 90-х років менше 18% всього винограду, вирощеного в Південній Африці, було червоним. До 2009 року ця кількість зросла до 44%. Протягом більшої частини 20 століття високопродуктивний Сенсо був найпоширенішим сортом червоного винограду, однак перехід до якісного виробництва вина призвів до того, що насадження винограду постійно зменшувались і становило лише 2 % від усіх виноградників Південної Африки в 2009. Замість нього Каберне Совіньйон, Шираз та Пінотаж стали популярними, і Каберне Совіньйон є найбільш широко вирощуваним сортом червоного винограду, що займає 12 % усіх насаджень у 2009 році. Інші сорти червоного винограду в Південній Африці, включають: Каріньян, Гаме (часто зроблений в стилі Божоле з вуглекислою мацерацією), Гренаш, Петіт вердо, Каберне Фран, Понтак, Рубі Каберне, TINTA Баррока і Зінфандель.